# クリスティアン・ゴットロープ・ネーフェ
クリスティアン・ゴットロープ・ネーフェ（Christian Gottlob Neefe, 1748年2月5日 - 1798年1月28日）は、ドイツのオペラ作曲家、指揮者、オルガニスト。

## 生涯
1748年、ネーフェはケムニッツの歴史ある職人の家庭に生まれた。学生時代には既に教師達に認められるほどの才能を示していた。彼はケムニッツの学校からライプツィヒ大学へ進学して勉学と研究を続け、1771年に作曲家のヨハン・アダム・ヒラーがライプツィヒに開いた音楽学校の最初の生徒となる。ここで、彼は詩人のクリスティアン・ゲレルトやヨハン・クリストフ・ゴットシェートと知り合っている。ヒラーの最も優秀な門弟とされたネーフェは、1776年に「セイラー劇団」（Seylerschen Theatergesellschaft）の指揮の後継者となった。その後、彼はこの劇団を率いてドレスデン、フランクフルト、マインツ、ケルンなどで指揮者を務めた。1770年代のこの時期には主としてオペラ、特にジングシュピールを作曲・上演していた。
1779年、ネーフェはセイラー劇団の破産という経済的失敗によって、皮肉にも芸術家として名を知らしめることとなる。その年のうちに、ネーフェはボンの劇場で活動していた劇場管理人グスタフ・フリードリヒ・グロスマンの劇団に、作曲家兼音楽監督として迎えられた。それから1781年に、彼はさらに宮廷オルガニストにも任命された。宮廷オルガニストのつとめとして、弟子の育成を行うということがあった。
ネーフェはピアノ、オルガンおよび作曲の教師を務め、1782年から教えを受けていたベートーヴェンの最初の重要な教師として挙げられる（当時一般には忘れられていたバッハの曲を教えた点が特筆に値する）。この大器にネーフェは愛情を注ぎ、習作の出版を促している。ネーフェ自身は才能に恵まれた作曲家とは言えなかったが、当時の最新の音楽の劣っている点を厳しく批判していた。彼は、ボンでの競争相手ルッケージについて、北ドイツの音楽家に典型的な意見を持っており、「彼は、陽気で、感じがよく、快活な作曲家であり、その書法は、彼の多くの同郷人よりも純正である。」と述べている。また、彼は「イルミナティ」のメンバーでもあり、その活動が停止すると1787年に結成された「読書協会（Lesegesellschaft）」にも所属した。
1794年、フランス革命の軍隊がライン地方に進出し、ネーフェはボンでの役職を失う。彼はその後1796年にデッサウへ移り、その地で劇団の監督職に就き、残りの生涯をこの地で過ごした。1798年1月28日、50歳の誕生日間近に逝去。

## 作品
ネーフェの音楽作品としては、数多くの室内楽曲、ピアノ曲、合唱曲およびオペラ作品が挙げられる。彼は、当時最高のジングシュピール作曲家のひとりと見なされている。
- 薬屋（Die Apotheke） - 2幕ジングシュピール、1771年
- ヴェルトハイムのアーデルハイト（Adelheit von Veltheim） - 4幕ジングシュピール、1772年